# Silvestre Savitski
Silvestre Savitski (Rusia 10 de enero de 1894 - México 1954) fue un político ruso. Militante del Partido Comunista de la Unión Soviética e internacionalista.

## Biografía
Fue estudiante universitario en Moscú , cuando el gobierno soviético lo envió a China a comprar cereales. Sin embargo, según los informes, Savitsky perdió el dinero que le entregó el gobierno soviético jugando a la ruleta y no podía regresar a Rusia. 
Huyó a Tokio, y luego a Panamá, antes de llegar a Colombia, donde se estableció y comenzó a propagar allí las ideas bolcheviques. A su alrededor surgió un círculo de seguidores, entre ellos José del Mar, Gabriel Turbay, Luis Vidales, y Luis Tejada Cano. El grupo mantuvo contactos con el Partido Socialista Revolucionario, pero conservó una identidad política separada, y se reunían en una tintorería en Bogotá, propiedad de Savitski. Savitsky asistió a la conferencia del Partido Socialista del 1 de mayo de 1924, que se comprometió a seguir las 21 tesis de la Internacional Comunista.  
En 1925 fue expulsado de Colombia, mediante el Decreto N° 1142 por "propaganda de doctrinas que socavan el orden social, como el anarquismo y el comunismo". Se radicó en México donde continuó sus actividades políticas hasta su muerte. 
Según Lazar/Jeifets (2001), las verdaderas intenciones detrás de las actividades políticas de Savitski en Colombia, que se desarrollaron en paralelo a diferentes proyectos comerciales, podrían haber sido intentos oportunistas de limpiar su nombre antes de un posible regreso a la Unión Soviética.  La Internacional Comunista mantuvo sospechas en su contra.